# Jean-Alain Boumsong
Jean-Alain Boumsong (født 14. december 1979 i Douala, Cameroun) er en fransk tidligere fodboldspiller.

## Klubkarriere
Boumsongs seniorkarriere startede i Le Havre AC, hvor han spillede frem til år 2000, hvor han skiftede til den etablerede Ligue 1-klub AJ Auxerre. Efter at have etableret sig i klubben, og samtidig opnået debut på det franske landshold, blev han i 2004 solgt til den skotske storklub Rangers FC.
Efter en enkelt succesfuld sæson i skotsk fodbold blev Boumsong solgt videre til den engelske Premier League, hvor han den følgende sæson tørnede ud for Newcastle United. Allerede året efter blev han dog solgt videre til Juventus F.C., der netop på grund af en korruptionsskandale var blevet tvangsnedrykket til Serie B. Her spillede han i to sæsoner og var med til at sikre klubben tilbagevenden til Serie A allerede året efter, samt kvalifikation til Champions League.
I januar 2008 flyttede Boumsong tilbage til Frankrig, hvor han skrev en tre et halvt år lang kontrakt med de mangedobbelte mestre Olympique Lyon. Her var han tilknyttet frem til juli 2010, hvor han flyttede til græske Panathinaikos.

## Landshold
Boumsong debuterede for Frankrigs fodboldlandshold den 20. juni 2003 i en kamp mod Japan. Siden har han været en del af den franske trup til både EM i 2004 i Portugal, VM i 2006 i Tyskland, samt EM i 2008 i Østrig og Schweiz.

## Titler
Skotsk Premier League
- 2005 med Rangers FC

Serie B
- 2007 med Juventus

Ligue 1
- 2008 med Olympique Lyon

Coupe de France
- 2003 med AJ Auxerre og 2008 med Olympique Lyon.